# یولو ابیل
یولو ابیل (انگلیسی: Iolu Abil؛ زادهٔ ۱۷ فوریه ۱۹۴۲) سیاست‌مدار اهل وانواتو است.
وی از سال ۲۰۰۹ تا ۲۰۱۴ رئیس‌جمهور وانواتو بوده‌است. ابیل با پیروزی در برابر کالکوت ماتاسکلکله در سال ۲۰۰۹ پس از سه مرحله رای‌گیری به ریاست جمهوری این کشور دست پیدا کرده است.